# 한스 작스

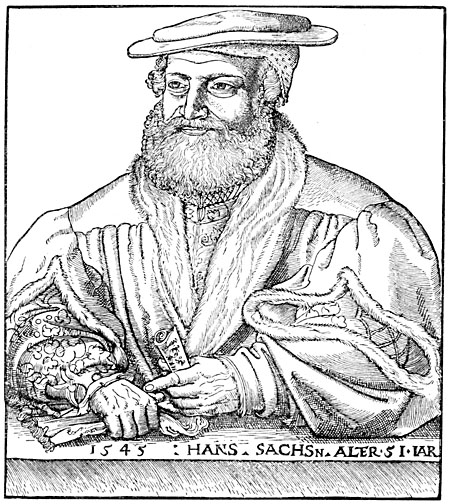
한스 작스의 목판화, 미하엘 오스텐도르퍼 1545년 작

한스 작스(Hans Sachs, 1494년 11월 5일 뉘른베르크 출생 ~ 1576년 1월 19일 뉘른베르크 사망)는 뉘른베르크의 구두장인, 격언시인, 마이스터징어이자 극작가였다.

## 생애
한스 작스는 1494년 11월 5일에 구두제작 장인 이외르크 작스의 아들로 태어났다. 라틴어 학교를 다니고 나서 1509년부터 1511년까지 신발제작 교육과정을 졸업하였다. 그리고 나서 당시 장인시험을 앞둔 도제들에게 통상적이었던 5년간의 도제방랑기에 접어들게 된다.
이 시기동안 그는 임시적으로 인스브루크에 있는 막시밀리안1세의 궁정에서 일하면서, 마이스터징어의 교육과정을 밟기로 결심한다. 그리고 같은 해에 뮌헨에서 장인(마이스터) 리엔하드 누넨벡에게서 수업을 받기 시작한다.
1516년에 작스는 최종적으로 뉘른베르크에 정착하였는데, 1520년에 신발제작 마이스터로, 마이스터징어 공인길드의 활발한 회원으로서, 그리고 약1555년을 전후해서 한동안 의장으로서도 활동한다.
1519년 9월 1일에 쿠니군데 크로이처와 결혼한다. 아내와 일곱 명의 자녀가 있었으나, 모두 작스보다 일찍 세상을 떠났다. 1560년에 쿠니군데가 세상을 떠난 후, 1561년 9월 2일에 미망인 바바라 하셔와 재혼한다.
작스는 이미 초기에 종교개혁을 옹호하며 마틴 루터의 가르침을 전파하였다. 가령 '비텐베르크의 종달새'(1523)라는 시는 루터 가르침의 민중적인 형상화이며, 이를 통해 그는 처음으로 명성을 얻게 된다. 한스작스는 1576년 1월19일에 사망하였고, 뉘른베르크의 요하니스 묘지에 안장되었다.

## 활동
그는 마이스터곡에 있어서 동시대인들에게 인정받았다. 또한 그는 연극배우로도 활동했다. 작스는 1558년에 뉘른베르크에서 전통있는 사육제극, 희곡, 시, 우화, 익살극을 출판하여 전파했다.
이러한 작품과 더불어 한스 작스는 종교개혁운동을 주장하기도 했다. 특히 1523년부터 1526년까지 개혁극과 시대비판적 전단, 개혁의 노래로 출판해서 민중들을 계몽했다
사회참여가 그에게 부정적 결과를 미치기도 했다. 당시 정부는 그에게 출판금지령을 내렸고 구두장인으로서도 제한을 받았다. 그러나 1529년 개혁은 많은 평신도들에 의해 뉘른베르크에서 점점 활발하게 일어났다. 즉, 정부의 제한은 의미가 없어졌고 한스 작스는 국민적 영웅이 되었다.

## 역사적 의미

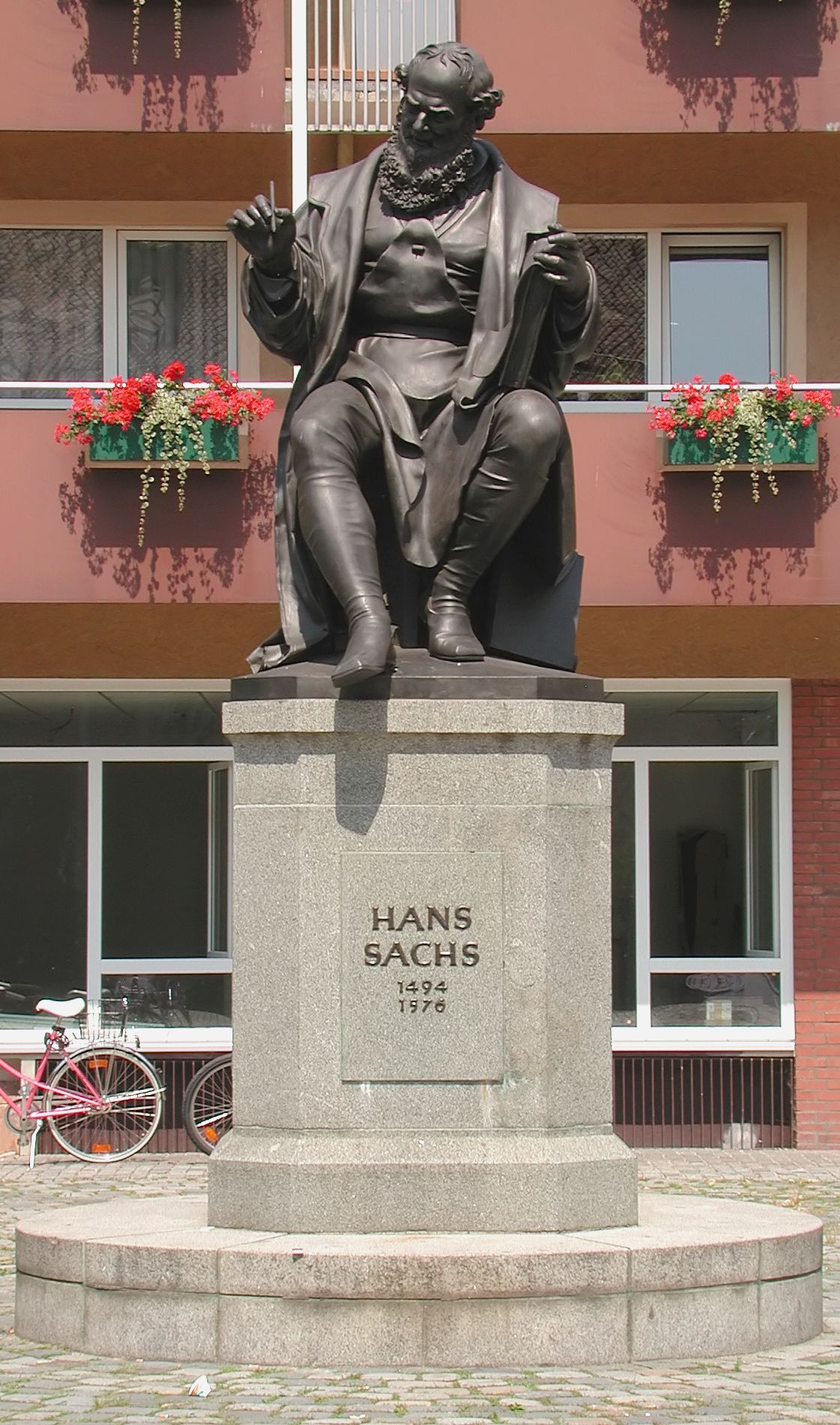
뉘른베르크에 있는 그의 이름이 붙여진 광장에 있는 한스 작스의 기념비

그의 작품은 16세기 자유도시 시민문화의 중요한 기록이라는 의미를 지닌다. 한스 작스는 재능있고 유능하고 유명한 마이스터징어로 인정받았고 그 명성을 지금까지 이어오고 있다. 마이스터게장을 단순한 형식과 수공업과 관련한 내용으로 썼다.
마이스터징어 운동의 역사적 의미는 시짓기를 개인과 동료들 사회 속에서 즐기도록 독려했다는 것이다. 그의 사육제극은 지금까지도 그의 가장 위대한 작품으로 일컬어진다. 이 작품을 비롯한 몇 작품에서 작스는 본래의 마이스터장 규칙을 뛰어넘기도 한다.
17세기에 작스는 점점 잊혀져가는 듯 했다. 그러나 그리멜스하우젠이 그의 장편소설에 그를 다시 한번 언급하자 다시 주목받기 시작했다. 가장 먼저 괴테, 빌란트가 주목해서 작품을 썼는데 특히 리햐르트 바그너가 그의 오페라에서 한스 작스를 뉘른베르크의 명가수에서 주인공으로 설정했고, 이후 그의 중요성을 재발견할 수 있는 계기가 되었다.
뉘른베르크에 작스 기념비가 한스 작스 광장에 세워져 현재에도 그를 추모하고 있다. 그의 흉부상 또한 뮌헨의 기념회관에 전시되어 있다. 1894년 그를 추모하기 위한 한스 작스 축제가 개최되었고 건축가이자 화가인 칼 하머가 석판화로 그를 형상화했다.

## 작품

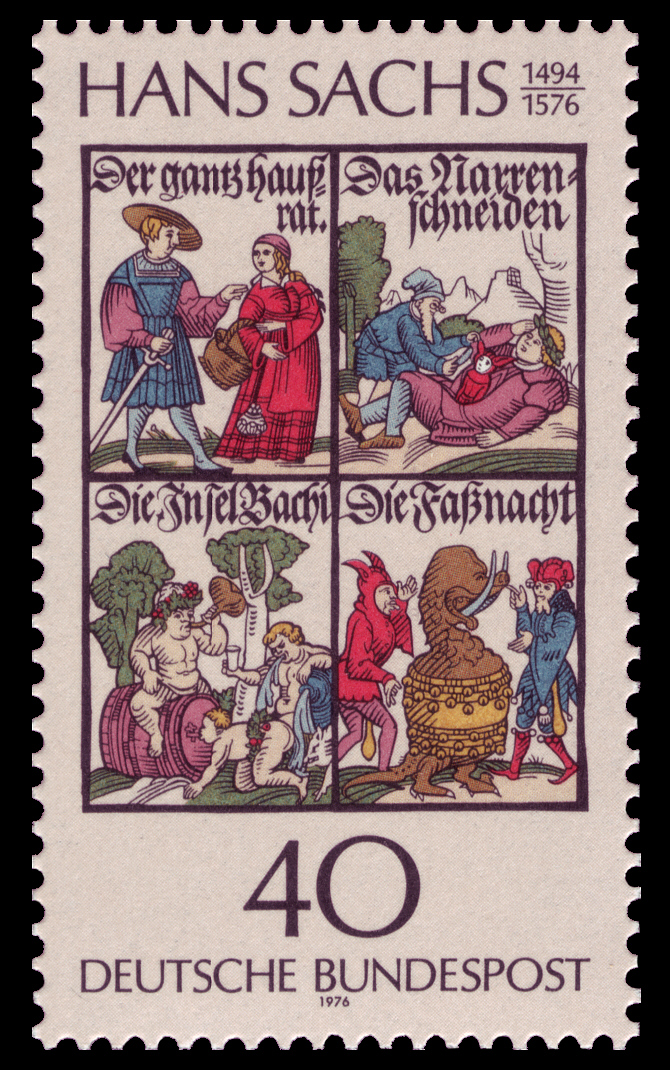
1976년에 발간된 한스 작스 사망 400주년 기념우표

한스 작스는 6000개가 넘는 다양한 작품을 썼고, 그 중 4000개 이상이 마이스터게장이었다. 정확한 수는 참고 문헌에 따라 아주 다양한데, 주로 그 작품이 온전한 하나의 작품인지, 혹은 방대한 양의 문장 중 하나를 다루고 있는 것인지 불분명하기 때문이다.
한스 작스는 마이스터게장 이외에도 격언시, 희극, 그리고 대화체식 산문의 세 부분의 문학적 장르를 섭렵했다.
한스 작스의 수많은 작품에서 다뤄진 주제들은 매우 다양하다. 그의 곡에는 정신적인 내용과 세속적인 내용이 골고루 포함되어 있었다; 격언시에는 정신적, 역사적, 정치적, 희극적인 내용을 담았다. 한스 작스는 종종 다른 장르에서도 같은 주제를 다루었다.
한스 작스의 작품 중에서 두드러지는 작품은 뉘른베르크의 전통으로 자리잡은 익살극과 사육제 연극이다. 그의 희극과 비극은 무엇보다도 성서로, 고전으로, 중세시대로 돌아간다. 이는 대개 소시민적 표상 세계에 물든 교훈적이고 풍자적인 캐릭터로 알 수 있다.

한스 작스는 시민들에게 종교적, 또는 세속적인 교양에 관심을 갖게 하기 위해 허구의 인물로 개혁의 문제와 올바른 생활태도에 대해 논의하는 내용의 대화체식 산문을 지었다.
예문)
Die Wittenbergisch Nachtigall (Gedicht, 1523) 비텐베르크의 밤꾀꼬리(시, 1523년) 中
“Wacht auf, es nahet gen den tag!” „일어나, 아침이 다가온다!“
Ich hoer singen im gruenen hag 숲속에서의 노래를 듣는다
Ein wunnukliche nachtigall; 아름다운 밤꾀꼬리
Ir stim durchklingt berg und tal.. 너의 목소리가 계곡을 타고 울린다.